# マット・シャックマン
マット・シャックマン（Matt Shakman, 1975年8月8日 - ）は、アメリカ合衆国のテレビ監督、舞台監督、映画監督、元子役。
『サイク/名探偵はサイキック?』、『フィラデルフィアは今日も晴れ』、『Dr.HOUSE』、『グッド・ワイフ』、『FARGO/ファーゴ』、『ゲーム・オブ・スローンズ』などのテレビシリーズのエピソード監督として知られる他、『ワンダヴィジョン』ではシリーズディレクターと製作総指揮を兼任し、全9エピソードを監督した。また、ロサンゼルスのゲフィン・プレイハウスの芸術監督も務めている。

## 生い立ちと学歴
カリフォルニア州ベンチュラで生まれる。子役として活動してコマーシャルなどに出演し、コメディシリーズ『Just the Ten of Us』のレギュラーを得る。オーハイのサッチャー・スクールに通うために一時活動休止する。
イェール大学に進学した彼は美術史と演劇を二重専攻して卒業する。イェール時代に彼は舞台劇に興味を持ち、多くの作品で監督を務める。
大学卒業後に数年間ニューヨークに住んだ後、ロサンゼルスへと移る。

## キャリア
子役時代の彼は『愉快なシーバー家』のスピンオフ『Just the Ten of Us』（1988-1990年）のグラハム・"J・R"・ラボック・Jr役で知られていた。このほかにテレビ作品では『The Facts of Life』、『Highway to Heaven』、『アーノルド坊やは人気者』、『Night Court』、『Good Morning, Miss Bliss』、『Webster』、映画では『A Night at the Magic Castle』（1988年）、『ライフ・オン・ジ・エッジ』（1989年）に出演した。
彼はロサンゼルスのブラック・ダリア・シアターの設立者兼芸術監督である。
2002年以降の彼は主にテレビシリーズの監督として活動しており、『マッドメン』、『シックス・フィート・アンダー』、『New Girl / ダサかわ女子と三銃士』、『ブラザーズ&シスターズ』、『Dr.HOUSE』、『FARGO/ファーゴ』、『フィラデルフィアは今日も晴れ』（製作総指揮を兼任）などにクレジットされている。
2014年にはリアム・ヘムズワース主演のスリラー映画『カットバンク』で映画監督デビュー。
2017年、HBOのシリーズ『ゲーム・オブ・スローンズ』の第7シーズンのエピソード「戦利品」と「イーストウォッチ」を監督した。また同年8月にはロサンゼルスのゲフィン・プレイハウスの新たな芸術監督に就任した。

## フィルモグラフィ

### 映画
| 年   | 題名                                                                     | 役割 |
| ---- | ------------------------------------------------------------------------ | ---- |
| 1989 | ライフ・オン・ジ・エッジ Meet the Hollowheads                            | 出演 |
| 2014 | カットバンク Cut Bank                                                    | 監督 |
| 2025 | ファンタスティック4:ファースト・ステップ The Fantastic Four: First Steps | 監督 |

### テレビシリーズ
| 年        | 題名                                                               | シーズン               | ストーリー名                       | 備考             |
| --------- | ------------------------------------------------------------------ | ---------------------- | ---------------------------------- | ---------------- |
| 2003-2006 | エバーウッド 遥かなるコロラド Everwood                             | シーズン2              | 第第9話「告白」                    | 監督             |
| 2003-2006 | エバーウッド 遥かなるコロラド Everwood                             | シーズン3              | 第6話「未来の選択」                | 監督             |
| 2003-2006 | エバーウッド 遥かなるコロラド Everwood                             | シーズン3              | 第14話「回想」                     | 監督             |
| 2003-2006 | エバーウッド 遥かなるコロラド Everwood                             | シーズン4              | 第16話「嘘の代償」                 | 監督             |
| 2005      | HUFF〜ドクターは中年症候群 Huff                                    | シーズン1              | 第9話「クリスマス」                | 監督             |
| 2005      | ボストン・リーガル Boston Legal                                    | シーズン1              | 第17話「アランの叫び」             | 監督             |
| 2005      | ワン・トゥリー・ヒル One Tree Hill                                 | シーズン2              | 第11話「予期せぬ再会」             | 監督             |
| 2005      | シックス・フィート・アンダー Six Feet Under                        | シーズン5              | 第8話「模索」                      | 監督             |
| 2006-2007 | ブラザーズ&シスターズ Brothers & Sisters                           | シーズン1              | 第2話「父の遺言」                  | 監督             |
| 2006-2007 | ブラザーズ&シスターズ Brothers & Sisters                           | シーズン1              | 第19話「ゲームナイト」             | 監督             |
| 2006-2007 | ブラザーズ&シスターズ Brothers & Sisters                           | シーズン2              | 第3話「よみがえる過去」            | 監督             |
| 2006-2013 | サイク/名探偵はサイキック? Psych                                   | シーズン1              | 第6話「ネコとサイキック」          | 監督             |
| 2006-2013 | サイク/名探偵はサイキック? Psych                                   | シーズン2              | 第13話「メロドラマ殺人事件」       | 監督             |
| 2006-2013 | サイク/名探偵はサイキック? Psych                                   | シーズン4              | 第15話「消えたジョーズを追え!」    | 監督             |
| 2006-2013 | サイク/名探偵はサイキック? Psych                                   | シーズン5              | 第12話「Dual Spires」              | 監督             |
| 2006-2013 | サイク/名探偵はサイキック? Psych                                   | シーズン7              | 第5話「100 Clues」                 | 監督             |
| 2007      | 恋するブライアン What About Brian                                  | シーズン2              | 第12話「ゆれる心」                 | 監督             |
| 2007-2012 | Dr.HOUSE House M.D.                                                | シーズン3              | 第17話「胎児の秘密」               | 監督             |
| 2007-2012 | Dr.HOUSE House M.D.                                                | シーズン4              | 第10話「クリスマスの奇跡」         | 監督             |
| 2007-2012 | Dr.HOUSE House M.D.                                                | シーズン6              | 第6話「40年の命」                  | 監督             |
| 2007-2012 | Dr.HOUSE House M.D.                                                | シーズン7              | 第18話「帰ってきた13番」           | 監督             |
| 2007-2012 | Dr.HOUSE House M.D.                                                | シーズン8              | 第12話「刺されたチェイス」         | 監督             |
| 2007-2017 | フィラデルフィアは今日も晴れ It's Always Sunny in Philadelphia     |                        | 計43話担当                         | 監督             |
| 2007-2017 | フィラデルフィアは今日も晴れ It's Always Sunny in Philadelphia     | 計15話担当 (2008-2010) | 製作                               |                  |
| 2007-2017 | フィラデルフィアは今日も晴れ It's Always Sunny in Philadelphia     | 計25話担当 (2009-2010) | スーパーバイジング・プロデューサー |                  |
| 2007-2017 | フィラデルフィアは今日も晴れ It's Always Sunny in Philadelphia     | 計17話担当 (2011-2012) | 共同製作総指揮                     |                  |
| 2007-2017 | フィラデルフィアは今日も晴れ It's Always Sunny in Philadelphia     | 計10話担当 (2015-2017) | 製作総指揮                         |                  |
| 2008-2009 | アグリー・ベティ Ugly Betty                                        | シーズン2              | 第13話「パパに捧げる歌」           | 監督             |
| 2008-2009 | アグリー・ベティ Ugly Betty                                        | シーズン2              | 第15話「燃えるような恋」           | 監督             |
| 2008-2009 | アグリー・ベティ Ugly Betty                                        | シーズン3              | 第11話「奪われたドレス」           | 監督             |
| 2011-2015 | リベンジ Revenge                                                   | シーズン1              | 第4話「告白」                      | 監督             |
| 2011-2015 | リベンジ Revenge                                                   | シーズン2              | 第12話「結託」                     | 監督             |
| 2011-2015 | リベンジ Revenge                                                   | シーズン3              | 第16話「屈辱」                     | 監督             |
| 2011-2015 | リベンジ Revenge                                                   | シーズン4              | 第12話「執念」                     | 監督             |
| 2012      | マッドメン Mad Men                                                 | シーズン5              | 第4話「真夏の悪夢」                | 監督             |
| 2013-2016 | グッド・ワイフ The Good Wife                                       | シーズン4              | 第12話「スポーツ仲裁裁判所」       | 監督             |
| 2013-2016 | グッド・ワイフ The Good Wife                                       | シーズン5              | 第13話「運命の境界線」             | 監督             |
| 2013-2016 | グッド・ワイフ The Good Wife                                       | シーズン6              | 第4話「対抗馬調査」                | 監督             |
| 2013-2016 | グッド・ワイフ The Good Wife                                       | シーズン6              | 第7話「メッセージの規律」          | 監督             |
| 2013-2016 | グッド・ワイフ The Good Wife                                       | シーズン7              | 第8話「営業活動」                  | 監督             |
| 2013-2016 | グッド・ワイフ The Good Wife                                       | シーズン7              | 第11話「アイオワ州」               | 監督             |
| 2014      | FARGO/ファーゴ Fargo                                               | シーズン1              | 第9話「狐と兎とキャベツ」          | 監督             |
| 2014      | FARGO/ファーゴ Fargo                                               | シーズン1              | 第10話「モートンの熊手」           | 監督             |
| 2016      | アメリカン・ゴシック 〜偽りの一族〜 American Gothic                | シーズン1              | 第1話「父の秘密」                  | 監督・製作総指揮 |
| 2017      | ゲーム・オブ・スローンズ Game of Thrones                           | シーズン7              | 第4話「戦利品」                    | 監督             |
| 2017      | ゲーム・オブ・スローンズ Game of Thrones                           | シーズン7              | 第5話「イーストウォッチ」          | 監督             |
| 2019      | ザ・ボーイズ The Boys                                              | シーズン1              | 第2話「始動」                      | 監督             |
| 2019      | メディア王 〜華麗なる一族〜 Succession                             | シーズン2              | 第6話「ヒンデンブルク号」          | 監督             |
| 2020      | The Great                                                          |                        | ミニシリーズ 第1話「The Great」    | 監督             |
| 2020      | ワンダヴィジョン WandaVision                                       | ミニシリーズ           |                                    | 監督             |
| 2023-2024 | モナーク: レガシー・オブ・モンスターズ Monarch: Legacy of Monsters | シーズン1              | 第1話「余波」                      | 監督・製作総指揮 |
| 2023-2024 | モナーク: レガシー・オブ・モンスターズ Monarch: Legacy of Monsters | シーズン1              | 第2話「旅立ち」                    | 監督・製作総指揮 |